# Лукашин, Василий Иванович
Лукашин Василий Иванович (03.08.1920—31.03.1983) — лётчик-штурмовик, старший лейтенант, командир эскадрильи 175-го штурмового авиационного полка, Герой Советского Союза.

## Биография
Участник Великой Отечественной войны. Воевал с марта 1943 года. Совершил 105 боевых вылетов (на 17 декабря 1944 года). После войны до 1975 года служил в ВВС и ГРУ. После выхода в отставку по возрасту в звании полковника работал экспертом в Государственном Комитете СССР по науке и технике. Автор книги «Против общего врага».

## Награды
- Медаль «Золотая Звезда»;
- орден Ленина;
- два ордена Красного Знамени;
- орден Александра Невского;
- орден Отечественной войны 1-й степени;
- два ордена Красной Звезды;
- орден «За службу Родине в Вооружённых Силах СССР» 3-й степени;
- медали.